# Carrefour Pompadour
Pour les articles homonymes, voir Pompadour.
Le carrefour Pompadour est situé au sud-ouest de Créteil (Val-de-Marne), à proximité de Maisons-Alfort, au nord, de Valenton et Villeneuve-Saint-Georges, au sud, et de Choisy-le-Roi, à l'ouest. Il dessert une vaste zone d'activité commerciale (ZAC) près d'un carrefour giratoire.
Son nom provient du domaine du château de Choisy, appartenant à Madame de Pompadour.
En raison de sa taille, de la densité du trafic et de la configuration particulière de ses sorties, le carrefour Pompadour est l'un des points noirs de la sécurité routière, car l'un des plus accidentogènes en France. Il est traversé par le Trans-Val-de-Marne, ligne de bus en site propre.

## Axes concernés
- Autoroute A86 (périphérique d'Île-de-France)
- RN 6 (Paris-Lyon), avenue du Maréchal-Foch
- RN 406 vers le sud de Créteil, route de la Pompadour
- RD 86 (ex-RN 186) (Versailles-Saint-Denis), avenue de la Pompadour, route de Choisy